# Mistrzostwa Świata Juniorów w Narciarstwie Alpejskim 1984
3. Mistrzostwa świata juniorów w narciarstwie alpejskim odbyły się w dniach 20 lutego - 22 lutego 1984 r. w amerykańskim ośrodku narciarskim Sugarloaf w stanie Maine. Rozegrano po 4 konkurencje dla kobiet i mężczyzn. W klasyfikacji medalowej triumfowała reprezentacja Austrii, której zawodnicy zdobyli też najwięcej medali, sześć, w tym 5 złotych i 1 srebrny. 

## Wyniki
| Pozycja | Zawodnik                | Narodowość      | Czas    |
| ------- | ----------------------- | --------------- | ------- |
|         | Denis Rey               | Francja         | 1:26,05 |
|         | Graham Bell             | Wielka Brytania | 1:26,24 |
|         | Didier Paget            | Francja         | 1:26,37 |
| 4.      | Jean-Luc Crétier        | Francja         | 1:26,38 |
| 5.      | Siegfried Stürzenbecher | Austria         | 1:26,46 |
| 6.      | Emmanuel Yout           | Francja         | 1:26,73 |

| Pozycja | Zawodniczka        | Narodowość | Czas    |
| ------- | ------------------ | ---------- | ------- |
|         | Veronika Wallinger | Austria    | 1:14,46 |
|         | Hélène Barbier     | Francja    | 1:15,19 |
|         | Heidi Zeller       | Szwajcaria | 1:15,38 |
| 4.      | Katrin Stotz       | RFN        | 1:15,67 |
| 5.      | Wendy Lumby        | Kanada     | 1:15,90 |
| 6.      | Alexa Coppola      | Włochy     | 1:16,05 |

| Pozycja | Zawodnik                | Narodowość | Czas    |
| ------- | ----------------------- | ---------- | ------- |
|         | Rudolf Nierlich         | Austria    | 2:53,64 |
|         | Helmut Mayer            | Austria    | 2:56,80 |
|         | Luca Pesando            | Włochy     | 2:57,15 |
| 4.      | Rainer Salzgeber        | Austria    | 2:57,83 |
| 5.      | Siegfried Stürzenbecher | Austria    | 2:57,87 |
| 6.      | Battista Tomasoni       | Włochy     | 2:58,32 |

| Pozycja | Zawodniczka        | Narodowość | Czas    |
| ------- | ------------------ | ---------- | ------- |
|         | Mateja Svet        | Jugosławia | 2:23,08 |
|         | Diann Roffe        | USA        | 2:23,21 |
|         | Veronika Šarec     | Jugosławia | 2:23,82 |
| 4.      | Camilla Nilsson    | Szwecja    | 2:23,92 |
| 5.      | Anita Wachter      | Austria    | 2:24,61 |
| 6.      | Ingrid Salvenmoser | Austria    | 2:24,98 |

| Pozycja | Zawodnik             | Narodowość | Czas    |
| ------- | -------------------- | ---------- | ------- |
|         | Atsushi Itō          | Japonia    | 1:55,21 |
|         | Sašo Robič           | Jugosławia | 1:56,24 |
|         | Finn Christian Jagge | Norwegia   | 1:56,51 |
| 4.      | Alberto Tomba        | Włochy     | 1:57,38 |
| 5.      | Johann Hofer         | Austria    | 1:58,42 |
| 6.      | Keiji Oshigiri       | Japonia    | 1:58,93 |

| Pozycja | Zawodniczka          | Narodowość | Czas    |
| ------- | -------------------- | ---------- | ------- |
|         | Monika Maierhofer    | Austria    | 1:24,27 |
|         | Nicoletta Merighetti | Włochy     | 1:25,07 |
|         | Veronika Šarec       | Jugosławia | 1:25,25 |
| 4.      | Veronika Wallinger   | Austria    | 1:25,35 |
| 5.      | Hélène Barbier       | Francja    | 1:25,67 |
| 5.      | Pascaline Freiherr   | Francja    | 1:26,78 |

| Pozycja | Zawodnik             | Narodowość | Punkty |
| ------- | -------------------- | ---------- | ------ |
|         | Johann Hofer         | Austria    |        |
|         | Luca Pesando         | Włochy     |        |
|         | Finn Christian Jagge | Norwegia   |        |
| 4.      | Emmanuel Yout        | Francja    |        |
| 5.      | Peter Eigler         | RFN        |        |
| 6.      | Greg Grossmann       | Kanada     |        |

| Pozycja | Zawodniczka          | Narodowość | Punkty |
| ------- | -------------------- | ---------- | ------ |
|         | Veronika Wallinger   | Austria    |        |
|         | Hélène Barbier       | Francja    |        |
|         | Chantal Bournissen   | Szwajcaria |        |
| 4.      | Christina Meier-Höck | RFN        |        |
| 5.      | Heidi Zeller         | Szwajcaria |        |
| 5.      | Michaela Marzola     | Włochy     |        |

## Klasyfikacja medalowa
| Miejsce | Państwo           |   |   |   | złoto · srebro · brąz |
| ------- | ----------------- | - | - | - | --------------------- |
| 1.      | Austria           | 5 | 1 | 0 | 6                     |
| 2.      | Francja           | 1 | 2 | 1 | 4                     |
| 3.      | Jugosławia        | 1 | 1 | 2 | 4                     |
| 4.      | Japonia           | 1 | 0 | 0 | 1                     |
| 5.      | Włochy            | 0 | 2 | 1 | 3                     |
| 6.      | Stany Zjednoczone | 0 | 1 | 0 | 1                     |
|         | Wielka Brytania   | 0 | 1 | 0 | 1                     |
| 8.      | Norwegia          | 0 | 0 | 2 | 2                     |
|         | Szwajcaria        | 0 | 0 | 2 | 2                     |